# وولوو-سن-لامبر
شهر وولوو-سن-لامبر (به فرانسوی: Woluwe-Saint-Lambert) در شهرستان بروسل در منطقه بروکسل در کشور بلژیک واقع شده‌است.